# Zatavua talatakely
Zatavua talatakely är en spindelart som beskrevs av Huber 2003. Zatavua talatakely ingår i släktet Zatavua och familjen dallerspindlar.
Artens utbredningsområde är Madagaskar. Inga underarter finns listade i Catalogue of Life.